# The Tempestry Project
The Tempestry Project — проект, представляющий данные о глобальном потеплении в визуальной форме вязаных произведениях искусства.
Проект является частью более крупного направления современного искусства «информационное искусство» и развивающейся области искусства, касающейся темы изменения климата, которое стремится рефлексировать тенденцию оценки личного субъективного человеческого опыта выше данных, создавая доступные эмпирические представления данных.
Работы в рамках проекта вяжутся спицами или крючком рядами определённых цветов, которые представляют соответствующие ежедневные экстремумы высоких температур в течение года. Несколько работ обычно экспонируются вместе, чтобы показать изменения с течением времени.
Проект стартовал в 2017 году в Анакортесе, штат Вашингтон, США, и с тех пор распространился по США и по всему миру.
Слово «tempestry» представляет собой словослияние слов «temperature» («температура») и «tapestry» «гобелен», при этом существительное «tempest» означает «буря, потрясение», и, таким образом, образуется квази-наречие.

## История
Первая работа The Tempestry Project была создана с использованием данных 2016 года с военно-морской авиабазы на острове Уидби, штат Вашингтон.
Причиной появления первой работы стала новость о климатологах, пытающихся сохранить данные исследований климата в рамках подготовки к ожидаемому удалению таких данных с правительственных веб-сайтов США администрацией Трампа. Первыми художниками стали Эмили Макнейл, Марисса Коннелли и Джастин Коннелли.
В январе 2017 года Макнил, Марисса Коннелли и Джастин Коннелли основали проект в Анакортесе, штат Вашингтон, чтобы побудить других художников по текстилю создавать «поразительные визуальные эффекты, которые сообщают об изменениях в локальном масштабе».

По словам Джастина Коннелли, 
«В научных статьях рассказывается о том, что происходит на полюсах. Для многих людей это не их опыт, и поэтому они не относятся к этому серьёзно… но даже здесь [за пределами Сиэтла], в умеренном климате, вы можете увидеть резкие изменения за последние 40 лет».
Название проекта представляет собой сочетание слов «температура» и «гобелен».
Организация предлагает наборы, включающие пряжу, схемы вязания и лист данных о ежедневной температуре в данной местности.
В 2017 году было продано 40 комплектов, а в следующем году — 500.
Приостановка работы федерального правительства США в 2018—2019 годах временно повлияла на производство комплектов проекта в США, поскольку Национальное управление океанических и атмосферных исследований (NOAA) ограничило доступ к базам данных о погоде.
Концепция The Tempestry Project была вдохновлена подобной концепцией текстильного объекта, называемой «температурным одеялом». Эти изделия размером с афганское одеяло посвящались определённому году. На «температурном одеяле» с помощью цветных полос представляли ежедневную повышение или понижение температуры в течение года.
По состоянию на декабрь 2018 года художники по текстилю создавали проекты почти в каждом штате США и в 20 других странах.

## Производство
Каждый проект The Tempestry Project вяжется спицами или крючком, по одному ряду в день, определённого цвета для ежедневного температурного максимума, начиная с 1 января и заканчивая 31 декабря для данного года в одной географической точке. Получившееся полотно имеет размер шарфа, который графически представляет визуализацию ежедневных температурных максимумов год в данной местности.
Цвета для каждого температурного диапазона в 5 градусов стандартизированы, а данные о температуре собираются из NOAA, так что собранные изображения работ разных художников, работавших в разных местах и в разные годы, можно интерпретировать как прямые сравнения..
Поскольку толщина вязки крючком и спицами различается, для разных лицевых петель и у разных мастеров, готовые полотна будут различаться по длине и ширине в зависимости от того, созданы ли они одним и тем же мастером, используется один и тот же тип петель, или созданы разными мастерами, или созданы разными мастерами, использующими разную технику вязания.

## Экспонирование
Объекты The Tempestry Project обычно вывешивают вертикально, первый ряд (1 января) внизу, последний (31 декабря) вверху, группами по два или более полос, чтобы показать, как ежедневные температурные максимумы менялись из года в год.
Объекты проекта были впервые представлены широкой публике в Анакортесе, штат Вашингтон.
В 2018 году объекты были представлены в Музее Северо-Западного искусства и на церемонии Creative Climate Awards в Нью-Йорке.
В мае 2019 года проект, состоящий из 27 работ, представляющих 100 лет на острове Оркас с шагом 4 года, был выставлен в Тихоокеанском Северо-Западном музее лоскутных одеял и текстильного искусства.
В 2020 году произведения были выставлены в Художественном музее островов Сан-Хуан и в Библиотеке медицинских наук Гинзберга Университета Темпл.

## Похожие проекты
В 2019 году группа американских вязальщиц организовала проект Tempestry National Park, предложив мастерам создать работы на 2016 год — год столетия Службы национальных парков США — и по одной на самый ранний год, за который были доступны данные для каждого национального парка США.
В 2019 году Центр экологического образования Шуйлкилл недалеко от Филадельфии организовал проект с использованием данных, предоставленных Институтом Франклина, для создания проектов для города, по одному объекту на каждый пятый год с 1875 по 2018 год. Аналогичный проект организовали ремесленники в Мехико.
По словам журналиста Дэвида МакКэндлесса, объекты искусства, такие как The Tempestry Project и им подобные, являются частью более крупного движения искусства данных, в котором данные представлены новыми способами.
Грейс Эберт, пишущая для Colossal, называет такие проекты «частью более широкого движения по документированию микроизменений погоды, которые могут служить индикаторами более широких климатических проблем».
Автор и исследователь электронной литературы Анастасия Солтер использует шарфы The Tempestry Project, чтобы проиллюстрировать слияние ремесла и вычислений в процедурной сетевой литературе.

### Работы, вдохновлённые проектом
В 2018 году преподаватели Северо-Центрального Мичиганского колледжа организовали выставку, вдохновленную The Tempestry Project.
Профессор Пенсильванского государственного университета Лаура Гертин представила плакат для осеннего собрания Американского геофизического союза 2017 года, на котором представлены работы за период с января по апрель 1917, 1967 и 2017 годов.
Некоторые художники по текстилю создали баннеры, похожие на объекты The Tempestry Project, но с использованием ежедневных минимумов температур.

### Другое искусство изменения климата
Художники и учёные экспериментируют с искусством изменения климата, чтобы преодолеть склонность людей ценить личный опыт выше представленных им данных, сделав данные «яркими и доступными».
В 2018 году в рамках проекта художника Ксавьера Кортады «Ассоциация владельцев подводных домов» разместила знаки во дворах по всему Майами (штат Флорида) с указанием высоты каждого дома над уровнем моря, чтобы проиллюстрировать, какое повышение уровня моря приведет к затоплению этого дома.
В 2016 году Эд Хокинс, климатолог из Национального центра атмосферных исследований и Редингского университета, создал «Климатические спирали», серию художественных изображений, иллюстрирующих изменения климата. А в 2018 году последовала серия «Полосы потепления» — серия цветных полос, представляющих хронологически упорядоченные аномалии среднегодовой температуры для конкретной географической точки.
В 2015 году учёная из Университета Джорджии Джоан Шелдон создала шарф, иллюстрирующий среднегодовую температуру с 1600-х годов до настоящего времени, со следующим соотношением: один ряд — один год.
В 2012 году режиссёр Джефф Орловски снял фильм «В погоне за льдом», задокументировав «Экстремальное исследование льда» фотографа Джеймса Балога, в котором используется замедленная съёмка, чтобы показать исчезновение ледников с течением времени.
В 2007 году художница Ева Мошер меловым маркером для спортивных площадок нарисовала синюю линию «паводка» вокруг Манхэттена и Бруклина, показывая районы, которые окажутся под водой, если сбудутся прогнозы об изменении климата. С тех пор в рамках её проекта HighWaterLine были проведены линии паводка вокруг Бристоля, Филадельфии и двух прибрежных городов во Флориде.

### Схожие проекты текстильных художников
В 2005 году Knitting Map, проект культурной столицы Европы в Корке (Ирландия), зафиксировал ежедневную температуру в городе и маршруты прогулок горожан, чтобы создать «текстильное представление города».
Сара-Мари Белькастро использует вязание для изучения математики, например, вязание «неориентируемой поверхности рода 5».
Пэт Эшфорт и Стив Пламмер называют таких специалистов по работе с данными «математиками искусства».